# Chiesa evangelica in Germania

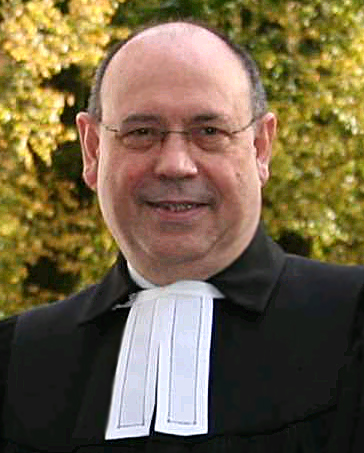
Nikolaus Schneider

La Chiesa evangelica in Germania (Evangelische Kirche in Deutschland, EKD) è l'organizzazione più importante del protestantesimo nel paese. In Germania il 24,9 % della popolazione appartiene a questa Chiesa. L’ex-cancelliera federale Angela Merkel ne è membro.
La Chiesa evangelica in Germania venne fondata nel 1945, e la sua organizzazione attuale, federale, si deve al 1948. È costituita di 20 Chiese autonome e regionali. Con l'eccezione della Frisia orientale, c'è solamente una chiesa regionale per un certo territorio. 9 sono di tradizione luterana, 2 di tradizione riformata (Calvinista), e 9 "Chiese unite" (luterana e calvinista).
L'EKD e le "chiese regionali", sono riconosciute come stabilimenti pubblici di culto e fanno parte della "Comunità delle Chiese protestanti d'Europa". La sede dell'EKD è a Hannover, in Herrenhäuser Straße.
Il rappresentante supremo di questa Chiesa è il presidente del consiglio (Ratspräsident). Dal 9 novembre 2010 questa funzione è rivestita da Nikolaus Schneider, succeduto a Margot Käßmann, dimessasi nel febbraio 2010 in seguito a una denuncia penale per guida in stato di ebbrezza.
La Chiesa evangelica in Germania coopera anche con la Chiesa evangelica luterana in Italia e la Chiesa evangelica luterana in America.

## Suddivisione
| Regione | Comunità regionale                                              | Confessione      | Superficie (km²)                  | Membri (31 dic. 2007) | Città principali                                                            | Sede                                       |
| ------- | --------------------------------------------------------------- | ---------------- | --------------------------------- | --------------------- | --------------------------------------------------------------------------- | ------------------------------------------ |
|         | Chiesa regionale dell'Anhalt                                    | Chiesa unita     | 2.299                             | 48.766                |                                                                             | Chiesa di Santa Maria, Dessau-Roßlau       |
|         | Chiesa regionale di Assia e Nassau                              | Chiesa unita     | 13.359                            | 1.776.659             | Francoforte sul Meno, Magonza, Wiesbaden                                    | Chiesa di San Paolo, Darmstadt             |
|         | Chiesa regionale del Baden                                      | Chiesa unita     | ca. 15.000                        | 1.291.357             | Costanza, Friburgo in Brisgovia, Heidelberg, Mannheim                       | Stadtskirche, Karlsruhe                    |
|         | Chiesa regionale della Baviera                                  | Chiesa luterana  | 70.547                            | 2.629.670             | Bamberga, Coburgo, Monaco di Baviera                                        | Chiesa di San Lorenzo, Norimberga          |
|         | Chiesa regionale di Berlino, Brandeburgo, Slesia e Alta Lusazia | Chiesa unita     |                                   | 1.139.665             | Cottbus, Görlitz, Potsdam                                                   | Marienkirche, Berlino                      |
|         | Chiesa regionale del Braunschweig                               | Chiesa luterana  |                                   | 400.362               | Goslar, Königslutter am Elm                                                 | Duomo di San Biagio, Braunschweig          |
|         | Chiesa regionale di Brema                                       | Chiesa unita     | 419                               | 236.096               | Bremerhaven                                                                 | Duomo di San Pietro, Brema                 |
|         | Chiesa regionale dell'Elettorato d'Assia e Waldeck              | Chiesa unita     | ca. 10.000                        | 939.014               | Fulda, Fritzlar, Marburgo                                                   | Chiesa di San Martino, Kassel              |
|         | Chiesa regionale della Germania Centrale                        | Chiesa unita     | 37.000                            | 910.527               | Eisenach, Erfurt, Gera, Halle, Weimar, Wittenberg                           | Duomo di Magdeburgo                        |
|         | Chiesa regionale della Germania Settentrionale                  | Chiesa luterana  | 40.684                            | 2.391.181             | Amburgo, Kiel, Lubecca, Rostock, Stralsund, Wismar                          | Duomo dei Santi Maria e Giovanni, Schwerin |
|         | Chiesa regionale di Hannover                                    | Chiesa luterana  | 38.617                            | 3.006.296             | Gottinga, Hildesheim, Lüneburg, Osnabrück                                   | Marktkirche, Hannover                      |
|         | Chiesa regionale di Lippe                                       | Chiesa riformata | 1.158                             | 190.865               | Lemgo                                                                       | Chiesa del Redentore, Detmold              |
|         | Chiesa regionale di Oldenburg                                   | Chiesa luterana  | ca. 5.380                         | 460.538               |                                                                             | Duomo di San Lamberto, Oldenburg           |
|         | Chiesa regionale del Palatinato                                 | Chiesa unita     | 5.928                             | 696.981               | Landau in der Pfalz, Ludwigshafen am Rhein                                  | Chiesa della Commemorazione, Spira         |
|         | Chiesa regionale della Renania                                  | Chiesa unita     | 12.704                            | 2.888.736             | Aquisgrana, Bonn, Coblenza, Colonia, Saarbrücken, Treviri, Wetzlar          | Chiesa di San Giovanni, Düsseldorf         |
|         | Chiesa regionale di Vestfalia                                   | Chiesa unita     | 22.200                            | 2.582.070             | Minden, Paderborn, Soest                                                    | Bielefeld                                  |
|         | Chiesa regionale di Schaumburg-Lippe                            | Chiesa luterana  | 675                               | 60.545                |                                                                             | Bückeburger Stadtkirche, Bückeburg         |
|         | Chiesa regionale della Sassonia                                 | Chiesa luterana  | 14.900                            | 810.558               | Bautzen, Chemnitz, Dresda, Lipsia, Pirna                                    | Duomo di Meißen                            |
|         | Chiesa regionale del Württemberg                                | Chiesa luterana  | ca. 20.000                        | 2.286.893             | Esslingen sul Neckar, Heilbronn, Reutlingen, Schwäbisch Hall, Tubinga, Ulma | Stiftskirche, Stoccarda                    |
|         | Chiesa nazionale della Frisia orientale                         | Chiesa riformata | nessuna assegnazione territoriale | 185.340               |                                                                             | Große Kirche, Leer                         |